# Calathea amazonica
Calathea amazonica är en strimbladsväxtart som beskrevs av H.A.Kenn. Calathea amazonica ingår i släktet Calathea och familjen strimbladsväxter. Inga underarter finns listade.